# تل أبرق
تل أبرق هو موقع أثري في الإمارات العربية المتحدة، تعود أغلب آثاره إلى العصر الـحديدي، وأحد أقدم المواقع الآثارية في دولة الإمارات العربية المتحدة. ومعاصراً لحضارة أم النار في إمارة أبوظبي، يقع الموقع بين إمارتي الشارقة وأم القيوين، على يمين الطريق المتجه إلى فلج المعلا، كما يرتفع بحدود 10 أمتار عن السهل المجاور وليس بعيداً عن ساحل الخليج العربي.

## اكتشاف الموقع

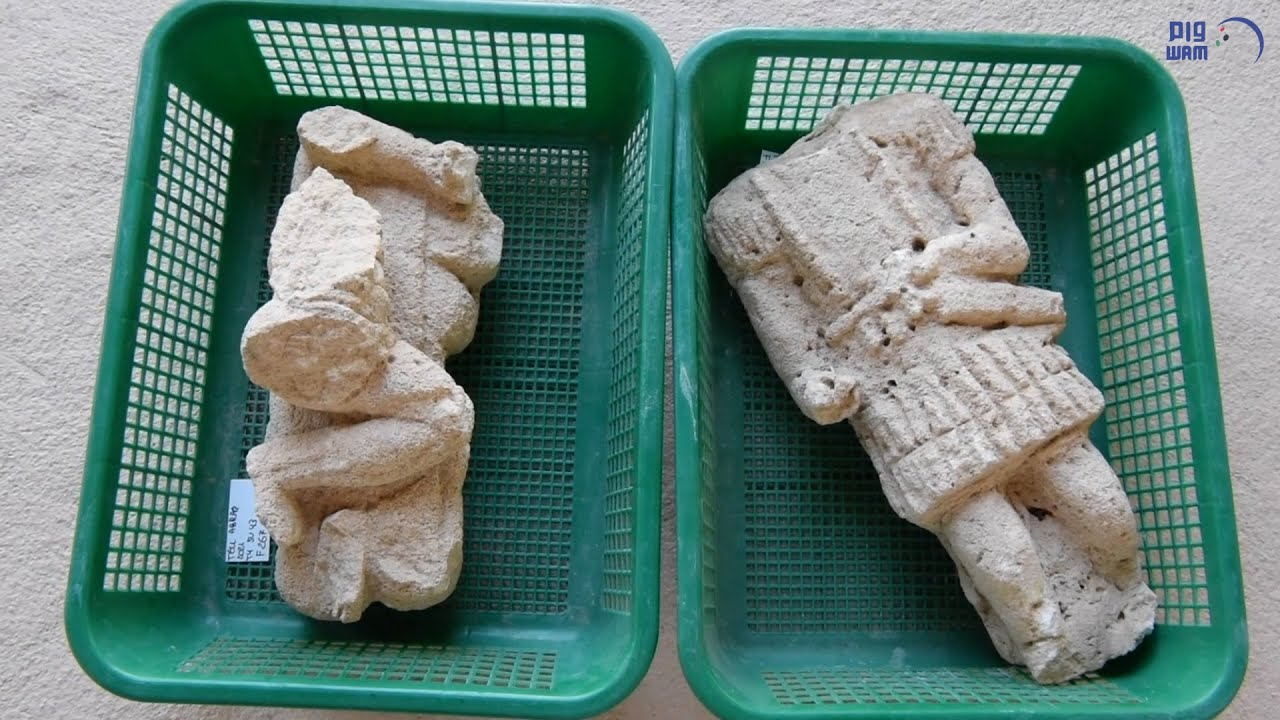
تمثالين على الطراز الهلنستي أو البارثي من موقع تل الأبرق من القرن الثالث قبل الميلاد

الموقع اكتشف من قبل بعثة آثار عراقية في عام 1973م، بالتعاون مع دائرة الآثار السياحية في العين، وأعيد التنقيب فيه بشكل أوسع من قبل البعثة الأسترالية، برئاسة الدكتور دان بوتس.

## الآثار
هو عبارة عن تل كبير يحتوي على عدة مبان ذات غرف مختلفة الأحجام تحيط بحصن كبير مبني من اللبن يتميز بواجهته الحجرية بطول 40 متر، ويوجد بالقرب من الحصن مدفن دائري الشكل مبني من الحجارة بقطر ستة أمتار مقسوم من الداخل بجدار واحد ويضم داخله بقايا أكثر من 150 شخص، حيث يعتقد أنه كان مدفناً جماعياً لسكان المنطقة في الفترات الزمنية المبكرة لاستيطانها. بالإضافة لذلك عُثر في الموقع على آثار تمتد زمنياً من الألف الثالث قبل الميلاد فتعاصر بذلك مقابر أم النار، إلى العصر الحديدي. وتدل اللقى والمعثورات على صلات واسعة النطاق بين موقع وبين مواقع شبه جزيرة عُمان من جهة، وبينه وبين بلاد الرافدين وإيران وبقية منطقة الخليج العربي من جهة أخرى. ويوجد في المنطقة المحيطة والقريبة جدا من الموقع مجموعة من القبور الصغيرة الحجم ربما تعود زمنيا إلى القرن الأول الميلادي، وهي تشابه قبور موقع الدور القريب. ولكن هذه القبور في حالة سيئة، فقد نهبت ودمرت كثير من محتوياتها. يوجد كذلك ضمن لُقى تل أبرق فخاريات رافدية معينة تُعرف بفخاريات نمرود، وهي تشابه ما اكتشف من نفس النوع في موقعي مليحة والدور وتعود زمنيا إلى القرن الأول الميلادي. ووجود هذه الفخاريات في تل أبرق يدل على إعادة استخدام الموقع في فترة القرن الأول الميلادي بعد هجره في نهايات العصر الحديدي. مع العلم ان موقع الدور المشهور لا يبعد عن تل أبرق إلا بضعة كليومترات.وفي مارس2024 اكتشف علماء آثار مسكوكات ذهبية وقطع أثرية يقدر عمرها بـ 2000 عام إضافة إلى تمثالين حجريين ونقش باللغة الآرامية.

## سبب التسمية
يقال أنه صنم كان موجودا في تل أبرق، وقد سُمي التل باسم هذا الصنم، كما يذكر أهالي المنطقة. البرق لغة: ( كل شيء اجتمع في سواد وبياض )، لذا يرى البعض انه ربما كان هذا الصنم ملونا أو ان التل الذي أقيم عليه ذو حجارة مختلفة الألوان فسُمي الصنم نسبة إلى التل ،

## روابط خارجية
- هيئة الشارقة للآثار